# سفارة العراق في المملكة المتحدة
سفارة العراق في المملكة المتحدة هي أرفع تمثيل دبلوماسي لدولة العراق لدى المملكة المتحدة. تقع السفارة في لندن وهي تهدف لتعزيز المصالح العراقية في المملكة المتحدة.

## وصلات خارجية
- قائمة سفارات العراق
- قائمة السفارات في المملكة المتحدة